# Gran Cancelliere del Sovrano Militare Ordine di Malta
Il Gran Cancelliere del Sovrano Militare Ordine di Malta è una delle quattro alte cariche del Sovrano Militare Ordine di Malta. È il capo dell'esecutivo del Sovrano Militare Ordine di Malta. I compiti del Gran Cancelliere sono stabiliti dagli articoli 151 e 152 della Carta Costituzionale dell'Ordine.
La sua figura detiene la responsabilità della politica estera e delle missioni diplomatiche dell'Ordine. Al tempo stesso, egli è il Ministro dell’interno, responsabile delle relazioni con le 47 consociazioni dell'Ordine nel mondo. Per autorità diretta del Gran Maestro ed in conformità con la Costituzione, è incaricato della rappresentanza dell'Ordine nei confronti di terzi, di condurre la politica e l'amministrazione interna, e di coordinare le attività del Governo dell'Ordine.

## Gran Cancellieri
- Peter Ludwig von der Pahlen (? - 1800)
- Giuseppe Taccone di Sitizano (? - 1955)
- Gábor Apor (1955-1958)
- Vincenzo di Napoli Rampolla Barresi Bellacera (1959 - 1965)
- Carlo Lovera di Castiglione (1965 - 1968)
- Quintin Peter Thorsby Jermy Gwyn (1968 - 1978)
- Vittorio Marullo di Condojanni (1978 - 1980)
  - Carlo Marullo di Condojanni (ad interim 1980-1984)
- Felice Catalano di Melilli (1984 - 1997)
- Carlo Marullo di Condojanni (1997 - 2001)
- Jacques de Liedekerke (2002 - 2005)
- Jean-Pierre Mazery (2005 - 2014)
- Albrecht von Boeselager (2014 - 6 dicembre 2016)
  - John Edward Critien (14 dicembre 2016 - 27 gennaio 2017) (ad interim; nomina dichiarata nulla)
- Albrecht von Boeselager (27 gennaio 2017 - 3 settembre 2022)
- Riccardo Paternò di Montecupo, dal 3 settembre 2022